# Nho Lễ
Nho Lễ (mất 298, trị vì 284-298), là quốc vương thứ 14 của Tân La, một trong Tam Quốc Triều Tiên. Ông mang họ Tích (Seok) và là con trai của Trợ Bôn, còn mẹ ông mang họ Phác (Bak) và là hậu duệ của Hách Cư Thế. Ni sư kim (isageum) là một tước hiệu lãnh đạo vào thời kỳ đầu Tân La.
Tam quốc sử ký (Samguk Sagi) kể lại rằng mẫu thân của Nho Lễ được thụ thai từ ánh sáng của các ngôi sao. Bộ sử này cũng ghi lại các cuộc xâm lược liên miên của Ngụy Quốc Nhật Bản trong thời kỳ cai trị của ông, cũng như mối quan hệ tương đối hòa bình với Bách Tế.